# Wiesław Ufniarz
Wiesław Stanisław Ufniarz (ur. 12 listopada 1949 we Włókach) – polski działacz partyjny i państwowy, w latach 1988–1989 I sekretarz Komitetu Wojewódzkiego PZPR w Tarnobrzegu.

## Życiorys
Syn Ignacego i Reginy, pochodzi z rodziny chłopskiej. Należał do Związku Młodzieży Socjalistycznej i Zrzeszenia Studentów Polskich. Zdobył wykształcenie wyższe, kształcił się też podyplomowo na Akademii Nauk Społecznych przy KC KPZR w Moskwie. W 1968 wstąpił do Polskiej Zjednoczonej Partii Robotniczej. Został radnym i od 1975 przewodniczącym prezydium Gminnej Rady Narodowej w Trzydniku Dużym, zaś od 1975 do 1978 był I sekretarzem Komitetu Gminnego PZPR tamże. Następnie związany z Komitetem Wojewódzkim PZPR w Tarnobrzegu, gdzie od 1978 do 1981 kierował kolejno Biurem i Kancelarią I sekretarza, biurem sekretariatu i kancelarią Komitetu. W latach 1984–1986 kierownik Wydziału Polityczno-Organizacyjnego, od 1986 sekretarz i członek egzekutywy KW PZPR. Od 5 listopada 1988 do grudnia 1989 zajmował stanowisko I sekretarza Komitetu Wojewódzkiego w Tarnobrzegu.
W III RP związał się także z Sojuszem Lewicy Demokratycznej, w latach 2004–2008 kierował jego tarnobrzeskimi strukturami powiatowymi. Kandydował do rady miejskiej Tarnobrzegu w 2006 (z listy KWW Ratujmy Tarnobrzeg), 2010 i 2014 (z list lewicowych). Zasiadał także w radzie nadzorczej przedsiębiorstwa gospodarki komunalnej i lokalowej w Sandomierzu.